# Abri de Cro-Magnon
Pour les articles homonymes, voir Abri et Cro-Magnon.
L'abri de Cro-Magnon est un site préhistorique du Paléolithique supérieur situé dans l'ancienne commune des Eyzies-de-Tayac (commune nouvelle des Eyzies), dans le département de la Dordogne, à quelques centaines de mètres de la gare des Eyzies. Outre des sépultures, ce site éponyme de l'Homme de Cro-Magnon a livré des outils en silex et des éléments de parure attribués au Gravettien.
C'est l'un des quinze « sites préhistoriques et grottes ornées de la vallée de la Vézère », inscrits au patrimoine mondial de l'Unesco depuis 1979. Le site est ouvert au public depuis 2014.

## Historique

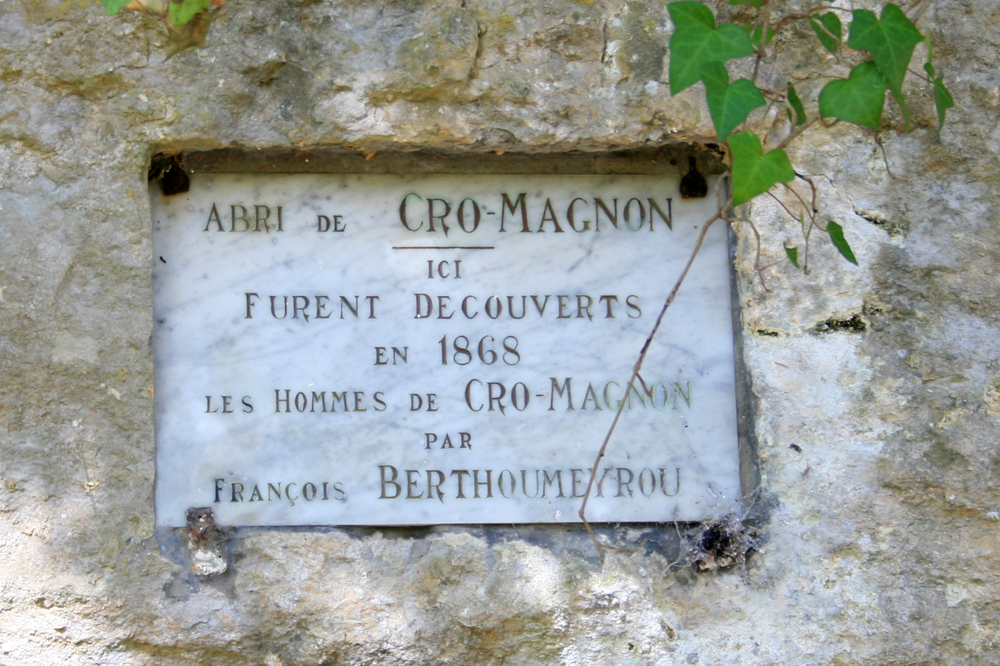
Plaque commémorative.

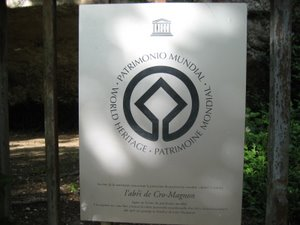
Plaque de l'Unesco.

En 1868, lors des travaux de construction d'une route (et non, comme on le dit souvent, de la voie ferrée, inaugurée en août 1863) reliant le village des Eyzies au bourg de Tayac,, outre des silex et des os travaillés, des ossements humains sont mis au jour sur un terrain au pied d’une falaise formant un abri naturel (cros veut dire creux en occitan).
Lors de ces travaux, les ouvriers du chantier, ayant besoin de pierres, les prélevaient au pied de la falaise toute proche. L'abri sous roche était déjà connu, mais pas dans son intégralité. C'est l'enlèvement de pierres qui a permis la mise au jour des restes humains et des silex. Le chantier est alors arrêté par Édouard Lartet. Se jugeant trop âgé, il mandate son fils Louis pour effectuer les premiers relevés.
Les ossements fossiles de cinq individus sont prélevés par Louis Lartet et envoyés au Muséum national d'histoire naturelle à Paris. Il s'agit d'un enfant et de quatre adultes, dont un homme de 40 ans, de grande taille et malade, inhumé avec des outils en pierre et des éléments de parures de coquillages.
Les ossements d'autres individus (peut-être une dizaine parmi les 15 au total) mis au jour par les ouvriers sont perdus (détruits ? réenterrés ?). Le ministre de l'Instruction publique Victor Duruy demande que les silex et les parures associées à ces ossements soient distribués à différents musées.
Le site vidé reste à l'abandon et son exploitation pour l'intégrer dans un ensemble muséographique reste difficile, les comptes rendus de fouilles étant tellement imprécis que les archéologues ne sont même pas sûrs de l'endroit exact où les squelettes ont été trouvés.
En 2023, Jean-Max Touron, propriétaire du site, indique mettre en vente celui-ci, de même que la grotte de Saint-Cirq. Les deux sites sont achetés par l'État (ministère de la Culture) en novembre 2024.

## Datation
La dernière étude en date a daté la sépulture où ont été trouvés les ossements fossiles d'environ 28 000 ans, soit la période du Gravettien, appartenant au Paléolithique supérieur.

## Protection
L'abri ayant été vidé et son matériel éparpillé, il n'est classé au titre des monuments historiques que le 9 janvier 1957. Depuis 1979, il est inscrit au Patrimoine mondial de l'Unesco, en association avec d'autres sites et grottes ornées de la région sous le nom de « sites préhistoriques et grottes ornées de la vallée de la Vézère ».

## Tourisme
Jean-Max Touron, déjà responsable de cinq autres sites touristiques en Dordogne, acquiert auprès de plusieurs propriétaires l’ensemble du site de Cro-Magnon en 2011 puis l'aménage pour en faire un site ludique et pédagogique qui ouvre au public en avril 2014,.

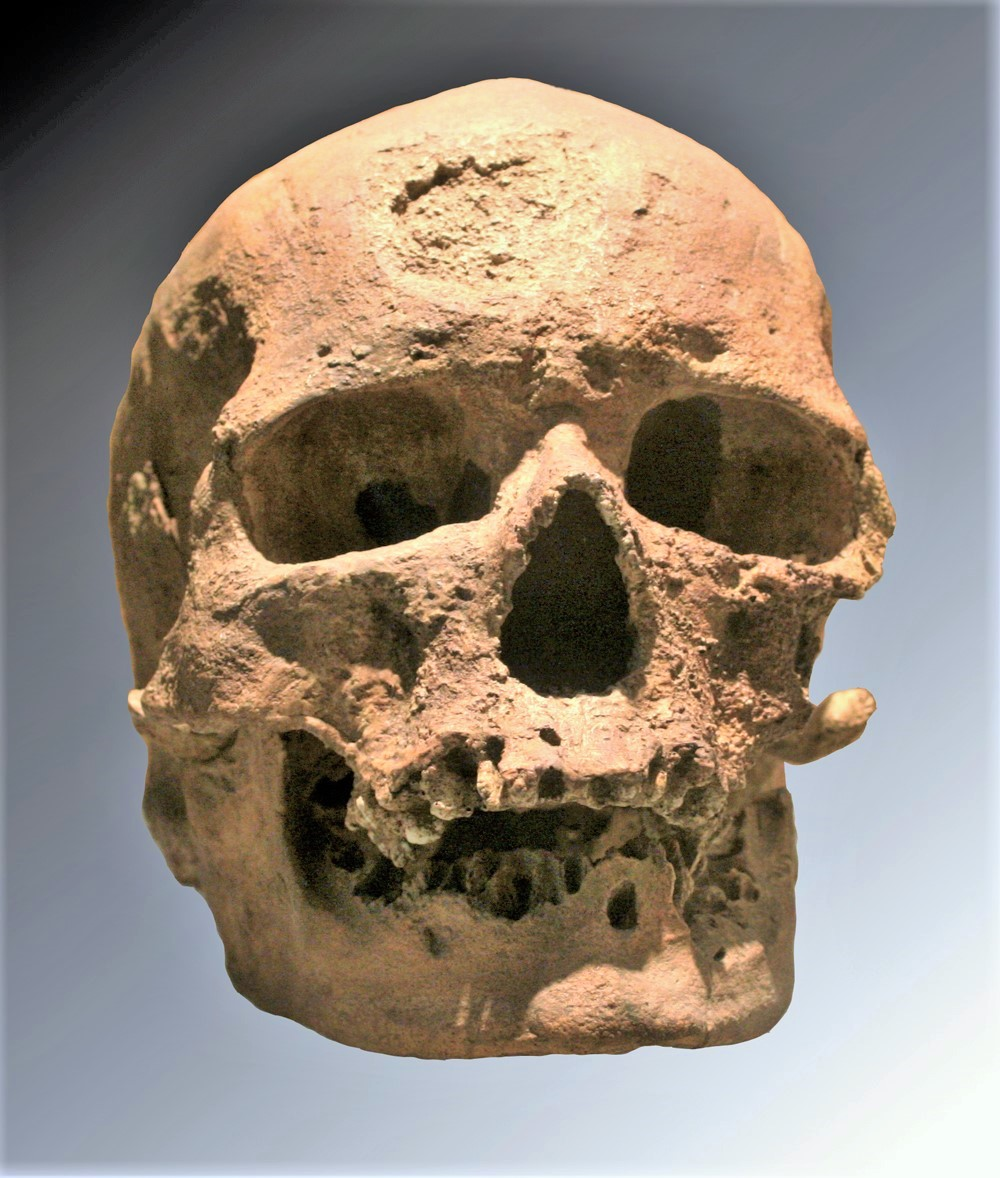
Crâne de l'un des individus découverts dans l'abri de Cro-Magnon (moulage).
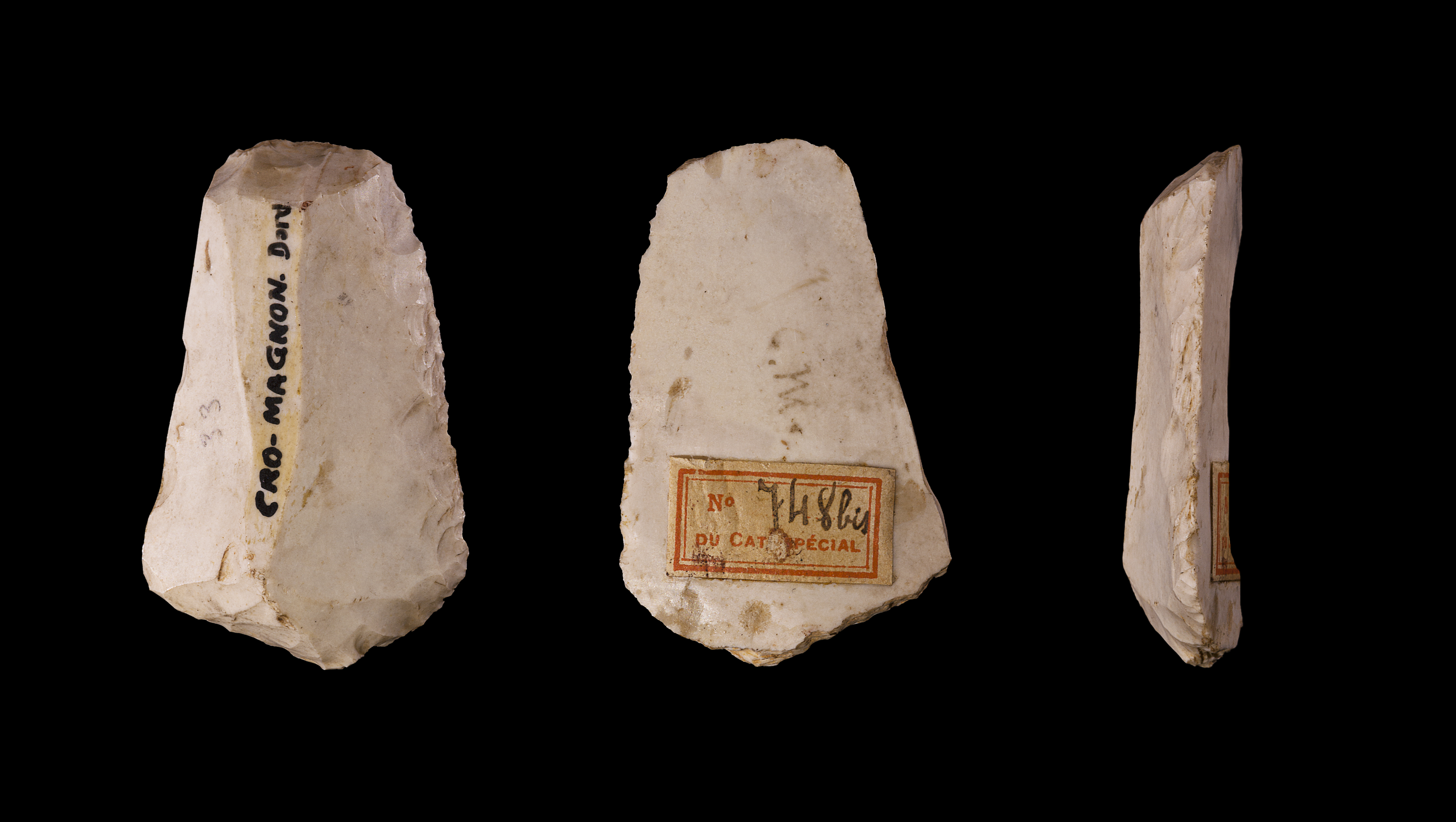
Grattoir - Collection de Louis Lartet - Muséum de Toulouse.
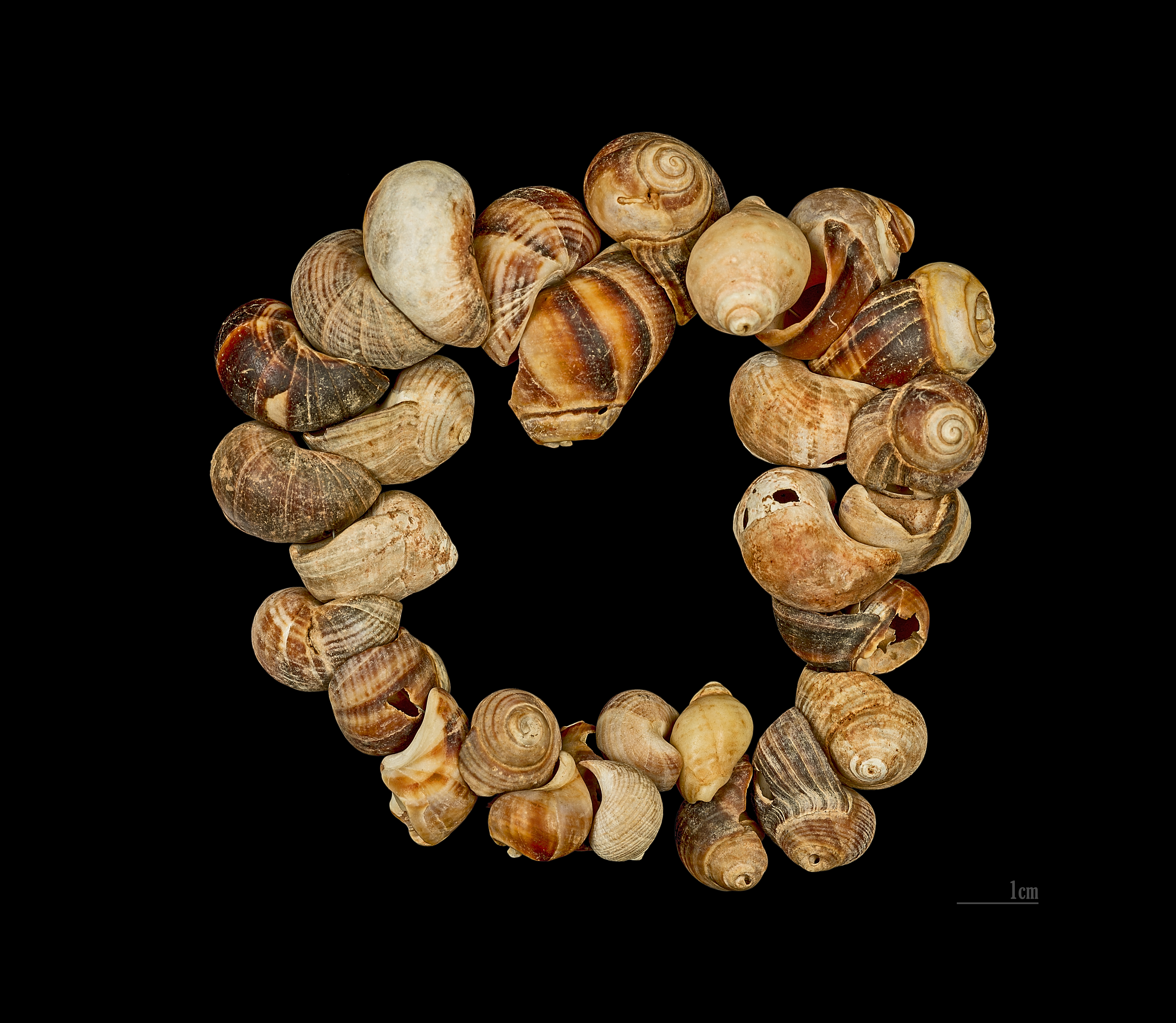
Parure de Cro-Magnon - Collection de Louis Lartet - Muséum de Toulouse.